# بورگارد، میسیسیپی
بووریگارد (به انگلیسی: Beauregard) روستایی در ایالت میسیسیپی کشور ایالات متحده آمریکا است که جمعیت آن در سرشماری سال ۲۰۱۰ میلادی، ۳۲۶
نفر بوده‌است.